# Aaron Osborne
Aaron Osborne (12 febbraio 1992) è un giocatore di football americano statunitense che gioca come wide receiver.
Dopo aver giocato nella squadra universitaria della William Penn University, si è trasferito una prima volta in Europa, prima agli ungheresi Budapest Wolves e poi agli austriaci AFC Rangers, per tornare in seguito negli Stati Uniti agli Illinois Cowboys (squadra semiprofessionistica iscritta alla MSFL).